# 怀特河北汊
怀特河北汊（英語：North Fork White River）是一条长约33.0-英里（53.1-）的河流，是怀特河的支流。河流的源头是科罗拉多州加菲尔德县平顶荒野地区的华尔湖（Wall Lake）。它与怀特河南汊在里奥布兰科县汇合形成怀特河。